# Albert Mehrabian
Albert Mehrabian, född 1939, är en iransk-amerikansk professor, för närvarande professor emeritus i psykologi vid UCLA i USA.
Han är mest känd för att ha funnit att det var tre viktiga delar i öga mot öga-kommunikation för att förmedla känslor: 
- ord (7%)
- betoning och tonläge (38%)
- ansiktsuttryck (55%)

Fördelningen mellan dessa är angiven i parentes och för meningsfull kommunikation så måste dessa delar hänga samman och ”säga” samma sak för att det ska förstås effektivt. Undersökningen baserades på experiment i frågor om känslor och attityder, det vill säga ”jag tycker om”- respektive ”jag tycker inte om”-frågor.
Hans forskningsresultat används ofta av talarcoacher och liknande för att lära ut framgångsrika talarmetoder, men gäller enligt Mehrabian själv enbart inom de specifika fält han undersökt.